# Birkensee (Offenhausen)
Birkensee ist ein Gemeindeteil der Gemeinde Offenhausen im Landkreis Nürnberger Land (Mittelfranken, Bayern). Birkensee liegt in der Gemarkung Offenhausen.

## Geografie

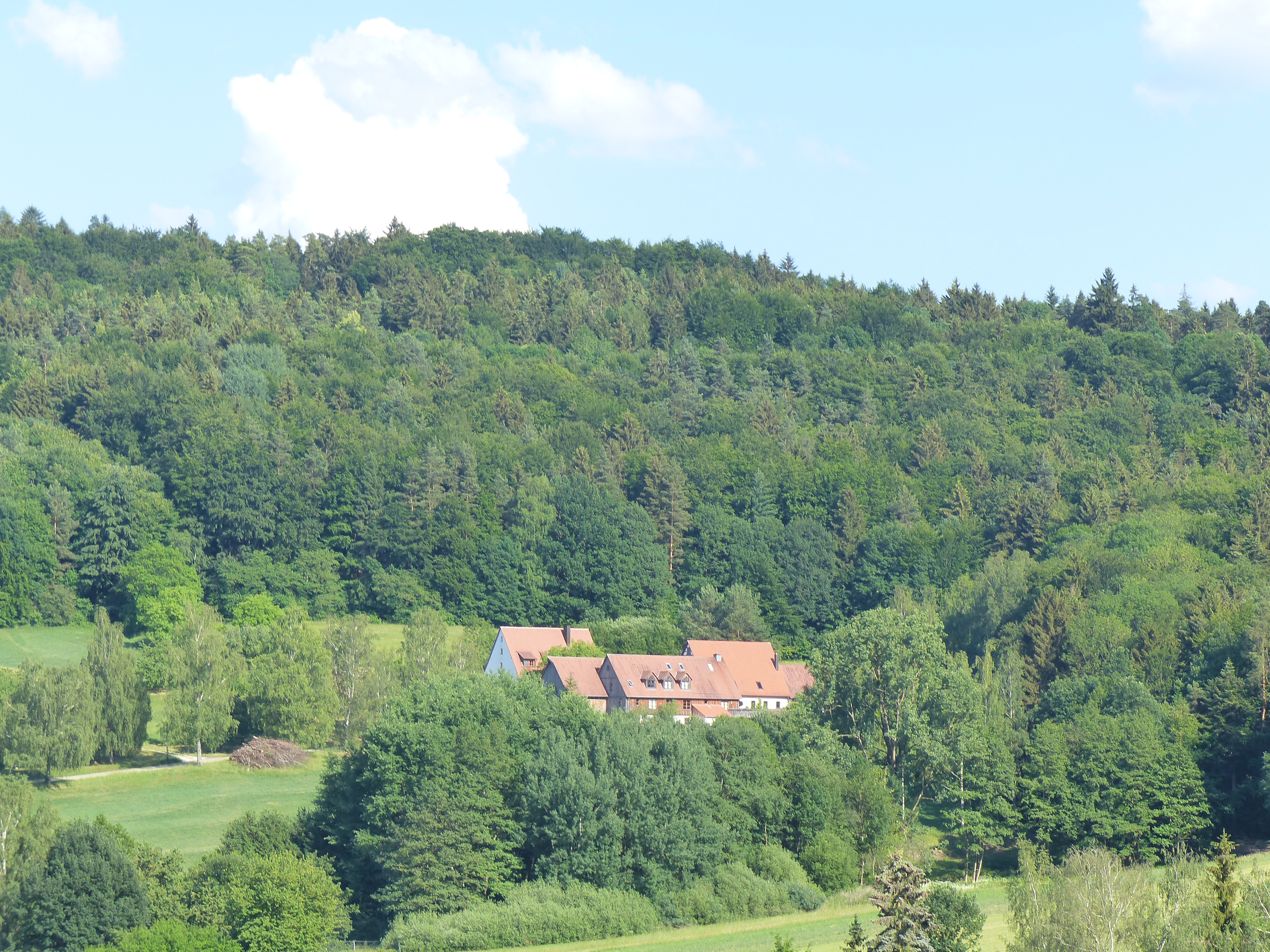
Die Einöde Birkensee

Die Einöde liegt etwa 22 Kilometer östlich von Nürnberg, am Südhang eines kleinen Talkessels, der im Nordwesten vom Buchenberg und im Südosten vom Keilberg eingerahmt wird.

## Geschichte
Über die Entstehung von Birkensee gibt es keine schriftlichen Belege, es hatte aber wohl bereits seit seiner Gründung zur Egensbacher Dorfgemeinde gehört. Die erste urkundliche Erwähnung des Ortes fand erst im Nachgang der durch den Reichsministerialen Ulrich II. von Königstein erfolgten Gründung des Klosters Engelthal statt. Dies geschah am 21. Februar 1260, als ein gewisser Conradus miles de Pirchense (Ritter Conrad von Birkensee) den Verkauf eines Hofes an das Kloster Engelthal mitbezeugte. Zu dieser Zeit handelte es sich bei Birkensee um einen Wirtschaftshof, dessen Entstehung wahrscheinlich etwas später als die Gründung von Egensbach erfolgt sein dürfte. Die Anlage wird dabei in einem zu Beginn des 10. Jahrhunderts gelegenen Zeitraum vermutet.
Im Unterschied zu Egensbach geht der Name Birkensee nicht auf einen Personennamen zurück, sondern beruht auf landschaftlichen Gegebenheiten und bedeutet so viel wie Stehendes Gewässer bei den Birken. Doch obwohl der Namensbestandteil -see dies vermuten ließe, existierte dort zu keiner Zeit ein richtiger See, sondern lediglich eine unterhalb des Hofes gelegene sumpfige und wasserreiche Bergmulde, in der sich heute ein kleiner Tümpel befindet. Aufgrund des an dieser Stelle zeitweilig vorliegenden Bewuchses mit Birken entstand die heutige Ortsbezeichnung, die sich seit der erstmaligen Nennung nur noch unwesentlich verändert hat.
Ebenso wie in Egensbach, war auch in Birkensee während des 13. Jahrhunderts ein kleiner Burgsitz erbaut worden. Die Anlage war von ortsansässigen Ministerialen errichtet worden, deren Existenz bereits mit der erstmaligen urkundlichen Erwähnung des Ortes belegt ist. Die Herkunft dieser Ministerialen ist jedoch nicht bekannt, sie dürften aber wohl aus dem dortigen freieigenen – d. h. über Allod-Besitz verfügenden – niederen Adel hervorgegangen sein. Diese ursprüngliche Freieigenheit brachte später die Besonderheit mit sich, dass der Hof Birkensee – im Gegensatz zu Egensbach – niemals zinspflichtig war und somit auch keinen Zehnt entrichten musste.
Der ehemalige Burgsitz von Birkensee (Turmhügel Birkensee) bestand lediglich aus einem einfachen Turmhügel, der sich etwa 70 Meter südlich des jetzigen Hofgeländes befand und in einem heute bewaldeten Flurgebiet lag, das nunmehr als Höll bezeichnet wird. Zum Ende des Mittelalters war diese kleine Befestigungsanlage aber bereits wieder aufgelassen worden, denn als 1508 ein durch Verkauf bedingter Wechsel der Grundherrschaften über Egensbach und Birkensee stattfand, wurde Birkensee nur noch als Hof bezeichnet, während demgegenüber der Burgsitz in Egensbach (Turmhügel Egensbach) damals noch ein allerletztes Mal erwähnt wurde. Im Gegensatz zu der wenig später ebenso verfallenen Burganlage in Egensbach, ist jedoch im Gelände heute noch ein kleiner Überbleibsel des Burgsitzes Birkensee wahrnehmbar. Dieser besteht aus einem rechteckigen Stumpf, der eine Größe von etwa 15 × 5 Metern einnimmt und sich auf einer künstlich angelegten Hügelebene befindet.
Ein bedeutsamer Einschnitt in der Geschichte von Birkensee fand 1504 statt, als während des Landshuter Erbfolgekrieges die umliegende Gegend von den Truppen der Reichsstadt Nürnberg besetzt wurde. Mit dem ein Jahr später erfolgten Friedensschluss wurde der Reichsstadt dieses okkupierte Territorium dann auch formell zuerkannt, womit Birkensee dann für drei Jahrhunderte zu deren Landgebiet gehörte. Während der Zerfallsphase des Alten Reiches wurde es schließlich 1806 zusammen mit Egensbach und den anderen umliegenden Ortschaften vom Königreich Bayern in Besitz genommen.
Als die Dorfgemeinde Egensbach mit dem Gemeindeedikt von 1818 ihre bis dahin bewahrte Eigenständigkeit verlor, wurde auch deren Ortsteil Birkensee der neu gebildeten Ruralgemeinde Offenhausen zugeordnet. Während sich in kommunaler Hinsicht seither damit keine Veränderungen mehr ergaben, wechselten die privatrechtlichen Besitzverhältnisse nach dem Zweiten Weltkrieg mehrfach und in relativ kurzen Zeitabständen. Der letzte Eigentümerwechsel des Hofes erfolgte dann 1979, als dieser in den Besitz der Christusbruderschaft Selbitz überging. Diese nutzt den Hof seitdem hauptsächlich für Freizeiten und Seminare sowie Rüst- und Gästetagungen.